# William Botsford
Pour les articles homonymes, voir Botsford.
William Botsford (1773 - 1864), était un avocat, un juge et un homme politique canadien du Nouveau-Brunswick. Il a représenté Westmorland à l'Assemblée législative du Nouveau-Brunswick de 1812 à 1845.

## Biography
William Botsford naît le 29 avril 1773 à New Haven, dans la colonie du Connecticut. Il  était le fils d'Amos Botsford et Sarah Chandler. Étant loyaliste, la famille de William déménage à Annapolis Royal, en Nouvelle-Écosse en 1782. Son père participe aux efforts de réinstallation de ceux qui fuient la guerre d'indépendance américaine. La famille s'installe à Westcock, au Nouveau-Brunswick deux ans plus tard.

## Formation & carrière
Tout comme son père, William Botsford étudie à l'université Yale. Il a obtenu son diplôme en 1792 et a reçu une maîtrise en arts en 1796. Botsford a étudié le droit à Saint John, au bureau de Jonathan Bliss, et a été admis au barreau en 1795.
Le 12 mai 1795, Botsford fut nommé greffier adjoint de la Cour suprême et greffier adjoint de la Cour d'amirauté. En 1803, Botsford occupa le poste de juge à la Cour de vice-amirauté pendant cinq ans. À la mort de son père en 1812, il se présente aux élections législatives provinciales et remporte son siège de député de la circonscription de Westmorland. Il sera ensuite réélu deux fois, En 1816, il est nommé solliciteur général et devient président de l'Assemblée législative du Nouveau-Brunswick en 1817.  Il devient juge à la Cour suprême de la province en 1823. Il se retira à Westcock en 1845.

## Vie familiale
William Botsford a épousé Sarah Lowell Murray, née Hazen vers 1802 à Saint John, N.-B. Cette union sont nés huit fils et une fille.
Le deuxième fils de William et Sarah Botsford, Amos Edwin Botsford, naît le 5 septembre 1804 était nommé au Sénat du Canada par la Proclamation royale de 1867.
Le septième fils de William et Sarah Botsford, Bliss Botsford naît le 26 novembre 1813 fut membre de l'assemblée du comté de Westmorland de 1851 à 1854 et de 1856 à 1861. De 1867 à 1870, il fut président de l'assemblée du Nouveau-Brunswick, poste occupé auparavant par son père et son grand-père.
Deux autres fils, Hazen Botsford and Chipman Botsford ont aussi siégé à l'Assemblée législative.
William Botsford meurt le 8 mai 1864 à Westcock, Westmorland County.